# Herb powiatu łukowskiego
Herb powiatu łukowskiego – jeden z symboli powiatu łukowskiego, ustanowiony 23 czerwca 2005.

## Wygląd i symbolika
Herb przedstawia na tarczy  w polu czerwonym trzy srebrne jelenie stojące z przednim,
prawym kopytem uniesionym do góry, z koroną złotą na szyi, zwrócone w prawo; w układzie 2:1. Jest to nawiązanie do herbu województwa.